# Führer
A Führer német szó, jelentése magyarul vezér/vezető. Adolf Hitler vezetői címeként és megszólításaként vált nemzetközileg ismertté, mintája Benito Mussolini duce címe volt. Először a Völkischer Beobachter használta a szót Hitlerre egyik 1921-es számában. A címet azonban mások is használták ebben az időben, például Ernst Thälmann 1926-tól. A Thälmann életéről készített 1955-ös film alcímében is megjelenik a Führer kifejezés (Führer seiner Klasse, osztályának vezére).
A nemzetiszocialista hatalomátvétel és Paul von Hindenburg elnök halála után, 1934. augusztus 2-án Hitler Vezér és birodalmi kancellárként egyesítette az államfői és kormányfői posztot. Egyúttal ő lett a Harmadik Birodalom legfőbb bírója, a hadsereg főparancsnoka, és az ő kezében összpontosult mind a törvényhozó, mind a végrehajtó hatalom. Az összes miniszter és hivatalnok neki tartozott felelősséggel, valamint a hadsereg rá esküdött fel. Mindezek ellenére a propaganda igyekezett úgy beállítani, hogy a Führer csupán első az egyenlők között, és a korlátlan hatalmat csakis a népért gyakorolja. A nagy hatalommal együtt megvalósult a Führerprinzip, vagyis a vezérelv elmélete is, és mindent Hitler akaratának rendeltek alá.

## Változatai

### A náci pártFührere
Adolf Hitler a címet a náci párt fejeként vette föl, és 1921-ben de jure szerezte meg, amikor feldühödött a pártalapító, Anton Drexler azon terve miatt, hogy egyesüljön egy másik antiszemita szélsőjobboldali nacionalista párttal, és kilépett a pártból. Drexler és a párt Végrehajtó Bizottsága ezután elfogadta Hitler azon követelését, hogy visszatérésének feltételéül tegyék őt a párt "diktatórikus jogkörrel" rendelkező elnökévé.

### Führerés kancellár
1933-ban Paul von Hindenburg birodalmi elnök kinevezte Hitlert Reichskanzlernek (a birodalom kancellárjának).
Egy hónappal később a Katolikus Középpárt képviselőinek a náci párttal való szavazásról szóló döntése lehetővé tette a nácik uralta Reichstag számára, hogy megszerezze a felhatalmazási törvény elfogadásához szükséges minősített (kétharmados) többséget, amely lehetővé tette a kormány számára a törvények kihirdetését. A törvény a későbbiekben rendszeresen maga Hitler által kiadott személyes rendeletek hivatalos jogi indoka lett.

### Führerés a Német Birodalom kancellárja
Egy nappal Hindenburg halála előtt Hitler és kormánya kiadta a „Német Birodalom államfőjéről szóló törvényt”, amely kimondta, hogy Hindenburg halálakor az elnöki tisztséget össze kell vonni a kancellári tisztséggel. Így Hindenburg halála után Hitler Führer und Reichskanzler (Führer és birodalmi kancellár) lett – bár végül a Reichskanzlert kihagyták a mindennapi használatból, és csak a hivatalos dokumentumokban őrizték meg. Hitler ezért anélkül vette át az elnöki hatalmat, hogy magát a hivatalt elvállalta volna – látszólag azért, mert tiszteletben tartotta Hindenburgnak, mint az első világháború hősies személyének eredményeit. A felhatalmazási törvény kifejezetten tiltotta a birodalmi elnök pozícióját vagy jogkörét érintő jogszabályokat, de az első, 1933 novemberében megválasztott egypárti Reichstag Hitler kancellári kinevezésének első évfordulóján, 1934. január 30-án törvényt fogadott el, amely eltörölte azokat. Ezt követően augusztus 19-én népszavazás erősítette meg a törvényt.

### Führerés a Nagynémet Birodalom kancellárja
A címet 1942. július 28-án „der Führer und Reichskanzler des Großdeutschen Reiches”-re (a Nagynémet Birodalom Führere és kancellárja) változtatták.

### A Német Birodalom és a NemzetFührere
A katonáknak hűséget kellett esküdniük Hitlernek, mint „Führer des deutschen Reiches und Volkes” (a Német Birodalom és a Nemzet vezetője). Politikai testamentumában Hitler Führer der Nation-ként (a nemzet vezetőjeként) is emlegette magát.

## Hasonló címek
Sok politikus akadt a történelem során, aki a Führerhez hasonló címet vett fel, hogy kifejezze hatalmát. A második világháború idején ez főleg fasiszta államokban és jobboldali diktatúrákban volt jellemző, ám a hidegháború idején több kommunista politikus is használta ezeket.
- Oswald Mosley, a Brit Fasiszta Unió vezetője a The Leader címet használta.
- Benito Mussolini olasz fasiszta vezető az Il Duce nevet vette fel, ami kb annyit tesz: A vezér.
- Francisco Franco spanyol diktátor a Caudillo címet vette fel.
- Jozef Tiso szlovák államfő címe Vodca lett 1942-ben.
- Ion Antonescu román diktátor Conducătornak nevezte magát. Később Nicolae Ceaușescu is használta a címet.
- Ante Pavelić, a Független Horvát Állam diktátora felvette a Poglavnik címet.
- Szálasi Ferenc a Nemzetvezető titulust használta.
- Vidkun Quisling Førernek nevezte magát.
- Rafael Trujillo Molina az El Jefe megnevezést használta.
- Kim Dzsongil (Észak-Korea): Nagy Vezető (위대한 령도자)